# Hejdegården
Hejdegården är en stadsdel i Linköping. Den gränsar till Johannelund, Innerstaden, Tannefors, Vimanshäll och Ramshäll.